# Буламб'я-Сонгве
Була́мб'я-Со́нгве (англ. Bulambya Songwe) — вища традиційна громада у складі дистрикту Читіпа Північного регіону Малаві.
Населення — 34137 осіб (2018).